# Kámen mudrců (Harry Potter)

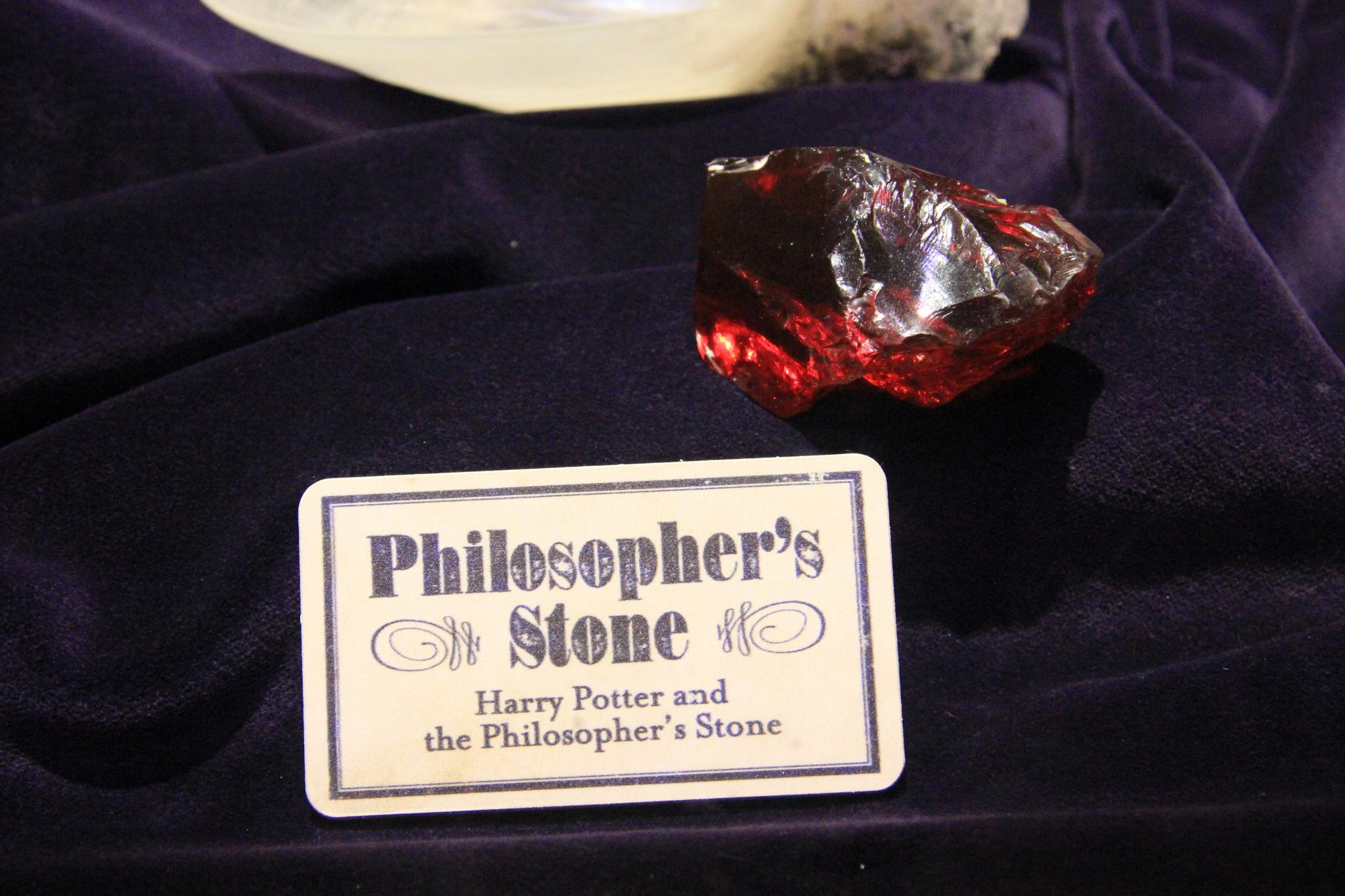
Kámen mudrců z filmu Harry Potter a Kámen mudrců v londýnském studiu Warner Bros

Kámen mudrců je fiktivní kouzelný předmět z světa Harryho Pottera, který dokáže přeměnit bezcenné kovy v ryzí zlato a také vytvořit elixír života, který prodlužuje mládí (Při jeho pravidelném užívání nemůžete zemřít přirozenou smrtí).
O jeho výrobu se snažilo mnoho kouzelníků, ale první, komu se to podařilo byl Nicolas Flamel na pomezí středověku a novověku. Flamel kámen užíval k produkci elixíru života pro sebe a svou ženu Perenellu.
Nicolas Flamel propůjčil kámen Albusu Brumbálovi, aby jej střežil. Do začátku prvního dílu byl kámen ukryt v speciálním trezoru v Gringottově bance v Londýně. Brumbál ale pak vycítí nebezpečí a na poslední chvíli jej nechá přepravit do Bradavic. Ještě téhož dne se jej pokusí ukrást černokněžník Lord Voldemort.
Kámen je poté zabezpečen v Bradavické škole a Voldemort se jej neustále snaží získat. Kámen je chráněn nástrahami všech kouzelných oborů a nedá se získat bez dobrého logického uvažování a dobrých úmyslů.
Přesto se Voldemort dostane až k poslední překážce. Do cesty se mu ale postaví Harry Potter (postava) a zabrání mu tak, aby pomocí kamene povstal.
Brumbál poté po dohodě s Flamelem kámen zničí, aby se to Voldemortovi nemohlo podařit.